# Piperydyna
Piperydyna – heterocykliczny, organiczny związek chemiczny, cykliczna amina drugorzędowa. Zawiera nasycony pierścień sześcioczłonowy z jednym heteroatomem – azotem.

## Otrzymywanie
Piperydyna otrzymywana jest przemysłowo przez uwodornienie technicznej pirydyny w obecności siarczków metali jako katalizatorów (można też stosować katalizatory rutenowe lub kobaltowe, ale tylko jeśli wyjściowa pirydyna jest wolna od zanieczyszczeń związkami siarki). Na skalę laboratoryjną reakcję prowadzi się także wobec innych katalizatorów, np. niklu Raneya:
Uwodornienie pirydyny do piperydyny jest reakcją odwracalną.
Redukcję pirydyny do piperydyny można również przeprowadzić sodem w etanolu.

## Konformacja
Podobnie jak w cykloheksanie, najkorzystniejszą energetycznie konformacją pierścienia piperydyny jest konformacja krzesłowa. Dla piperydyny możliwe są ponadto dwie konformacje azotu, z wiązaniem N–H w pozycji aksjalnej lub ekwatorialnej, z których nieco korzystniejszy jest układ ekwatorialny (ΔG0 <1 kcal/mol). Konformery te ulegają szybkiej wzajemnej przemianie poprzez inwersję na atomie azotu (bariera energetyczna 6,1 kcal/mol), która zachodzi łatwiej niż poprzez zmianę konformacji pierścienia (10,4 kcal/mol).
|                                 |                                     |
| atom wodoru w pozycji aksjalnej | atom wodoru w pozycji ekwatorialnej |

## Właściwości chemiczne i zastosowania
Piperydyna powoduje degradację wiązań N-glikozydowych i fosfodiestrowych, co wykorzystywane jest w metodzie sekwencjonowania DNA Maxama-Gilberta. Piperydyna stosowana jest także do usuwania ochronnej grupy 9H-fluoren-9-ylometoksykarbonylowej (Fmoc), np. podczas chemicznej syntezy peptydów.

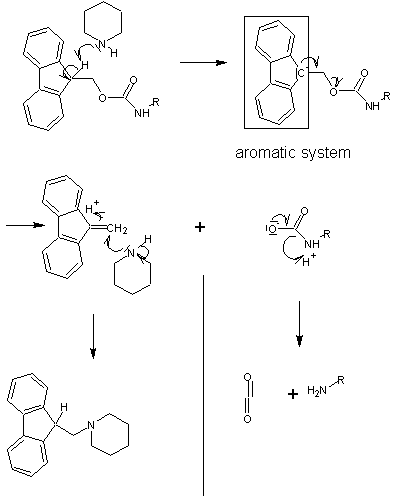
Usuwanie grupy Fmoc z aminy za pomocą piperydyny